# Mervan Bejtullahu
Mervan Bejtullahu (Gjilan) is een Kosovaars voetbalscheidsrechter. Hij is in dienst van FIFA en UEFA sinds 2023. Ook leidt hij wedstrijden in de Superliga.
In Europees verband debuteerde Bejtullahu op 20 juli 2023 tijdens een wedstrijd tussen Zimbru Chisinau en La Fiorita in de eerste voorronde van de UEFA Europa Conference League; het eindigde in 1–0 en de scheidsrechter trok vijfmaal een gele kaart. Zijn eerste interland floot hij op 17 oktober 2023, toen Albanië met 2–0 won van Bulgarije door doelpunten van Qazim Laçi en Ernest Muçi. Tijdens deze wedstrijd toonde Bejtullahu vijf spelers de gele kaart.

## Interlands
| Datum           | Plaats          | Wedstrijd           | Uitslag | Competitie        | Kreeg geel | Kreeg voor de tweede keer geel en dus rood | Weggestuurd |
| --------------- | --------------- | ------------------- | ------- | ----------------- | ---------- | ------------------------------------------ | ----------- |
| 17 oktober 2023 | Tirana, Albanië | Albanië – Bulgarije | 2 – 0   | Vriendschappelijk | 5          | 0                                          | 0           |

Laatst bijgewerkt op 19 oktober 2023.